# Sandra Regol

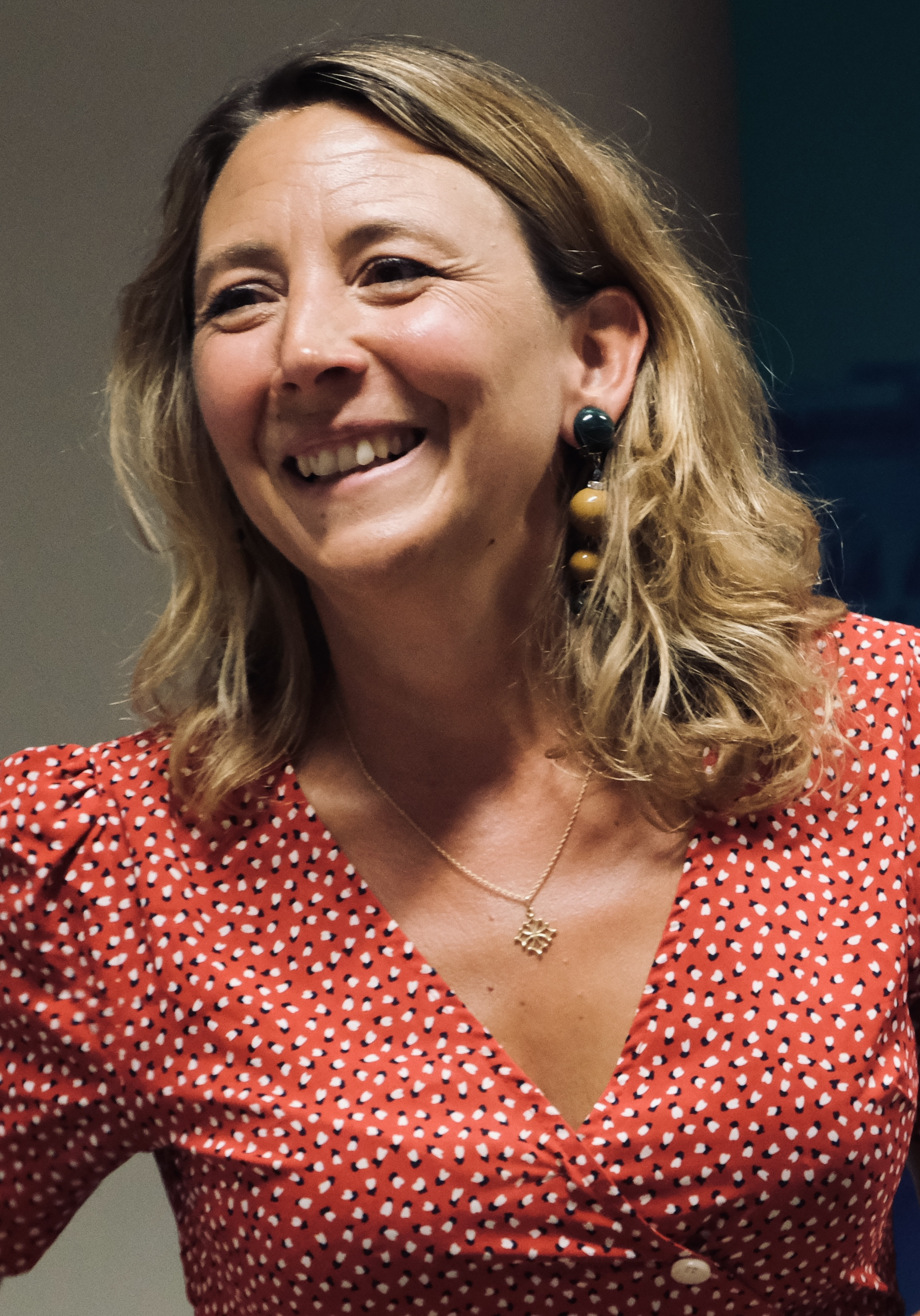
Sandra Regol (2023)

Sandra Regol (geboren am 13. April 1978 in Béziers) ist eine französische Politikerin. Seit 2019 ist sie stellvertretende Nationalsekretärin der EELV. Sie wurde bei der Parlamentswahl 2022 zur Abgeordneten des 1. Wahlkreises des Départements Bas-Rhin gewählt.

## Leben und Wirken
Sandra Regol stammt aus Pézenas im Departement Hérault. Sie ist die Tochter einer Mathematiklehrerin und eines Bio-Winzers. Solcherart „erblich belastet“ und organisiert in der  Confédération paysanne engagierte sie sich schon in der Schule in ihren ersten Kämpfen für die Umwelt.
2016 wurde sie zur Sprecherin der Partei EELV ernannt. Seit 2019 war sie, zunächst an der Seite von Julien Bayou, stellvertretende Nationalsekretärin derselben Partei.
Sandra Regol wurde im zweiten Wahlgang der Parlamentswahl am 19. Juni 2022 mit 51,47 % der Stimmen gegen Alain Fontanel (Kandidat der Renaissance) für EELV/NUPES im 1. Wahlkreis des Département Bas-Rhin gewählt.
Angesichts der wiederholten Polizeigewalt während der Proteste gegen die geplante Rentenreform in Frankreich 2023 gehörte sie zusammen mit Emmanuel Fernandes zu den Abgeordneten, die sich in einem Brief an die Präfektin des Departements Bas-Rhin Josiane Chevalier wandten und die Tatsache anprangerten, dass in Straßburg „Abgeordnete, Familien, Kollegen“ im Demonstrationszug „Knüppelschläge“ und Tränengaseinsätze erdulden mussten.